# Geometry Expressions
Geometry Expressions(ジオメトリーエクスプレッションズ) は Saltire Software によって開発され、国内では HULINKS によって販売されている数式幾何システム(コンピュータ数学/幾何学教材および技術設計ツール)。
Microsoft Windowsと Macの2つのOS用のパッケージがある。
出力された数式をMathematica等にコピーすれば、解析や最適化を進めることができる。